# 하노마크

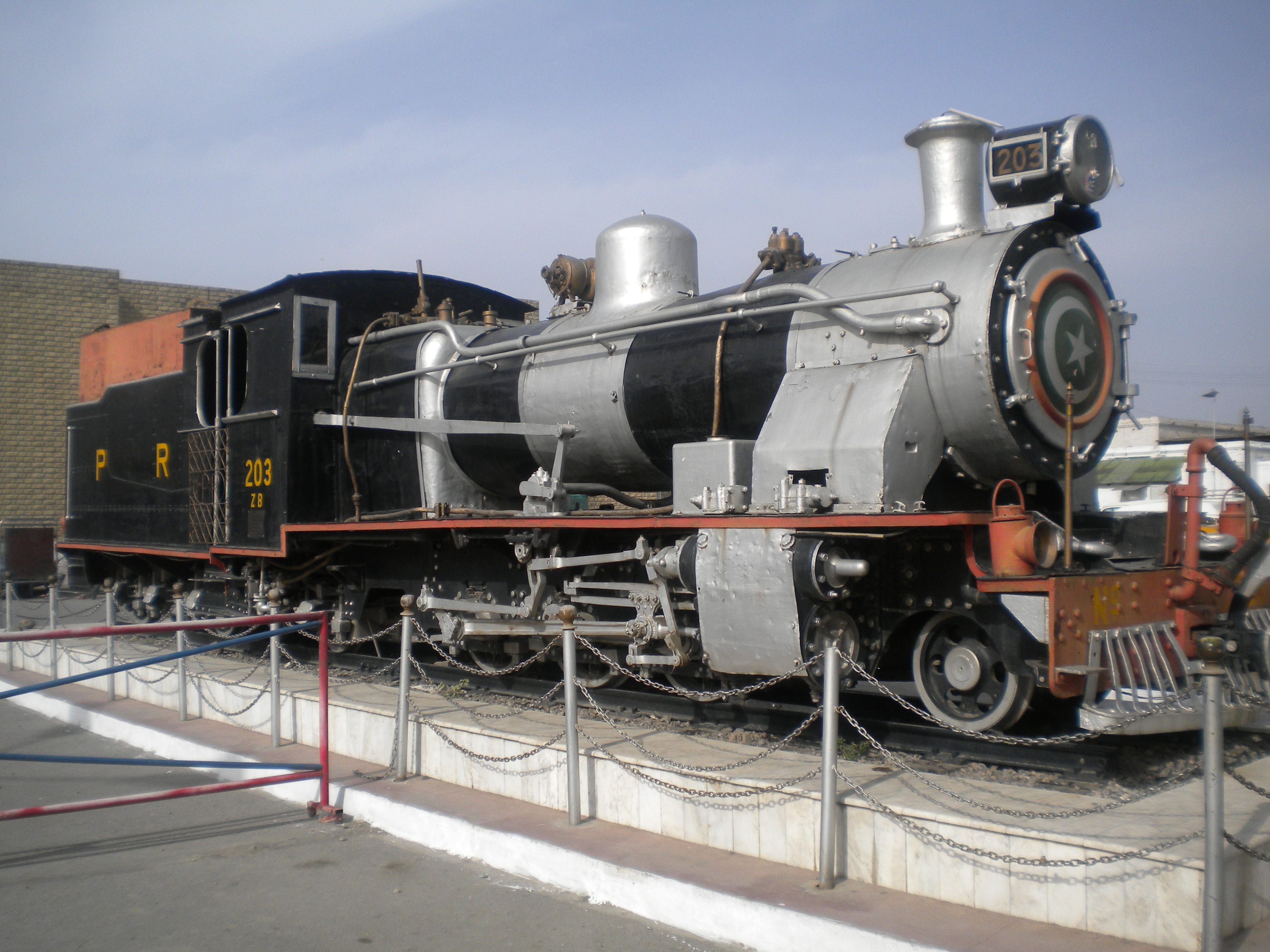
1932년 생산된 하노마크 기관차.

하노마크(독일어: Hanomag)는 독일의 차량 제조사였다. 하노버에 본사가 있으며, 사명 "하노마크"는 하노버 기계제작 주식회사(Hannoversche Maschinenbau AG)의 약자이다. 하노마크는 증기기관 시대부터 활동한 유서깊은 제조기업으로서 제1차 세계 대전 이전에 핀란드, 루마니아, 불가리아 등 동유럽에 다수의 증기기관차를 수출하여 처음 명성을 떨쳤다. 1925년부터 자동차 생산을 시작하였고 1931년부터 중장비 사업까지 확장했다. 제2차 세계 대전 때는 Sd.Kfz 251 장갑차가 유명하다. 1989년 이후로는 일본 고마쓰 제작소의 자회사가 되었다.

## 같이 보기
- 다임러-벤츠